# Nadejda Kucer
Nadejda Kucer (n. 18 mai 1983, Minsk, RSS Bielorusă, URSS) este o soprană, cântăreață de operă din Belarus.